# Výbuch metanu v dole ČSM
K výbuchu metanu v dole ČSM došlo 20. prosince 2018 v 17:16 v dole ČSM-sever patřícím společnosti OKD u Stonavy v okrese Karviná. Výbuch zabil 13 horníků (1 Čecha a 12 Poláků) a 10 dalších zranil. Tři horníci byli hospitalizováni v nemocnicích v Ostravě a Karviné. Stav jednoho z nich byl vážný. Jde o největší důlní neštěstí na území Česka od roku 1990.

## Výbuch
Výbuch metanu nastal v hloubce 800 metrů pod zemí, kde zničil dvě důlní pracoviště. Provoz dolu byl po incidentu zastaven. Organizaci záchranných a likvidačních prací převzala Báňská záchranná služba, která zmobilizovala celkem 200 záchranářů střídajících se v třísměnném provozu. V dole zasahovaly také dvě záchranářské čety z Polska.

## Reakce
Poslanecká sněmovna Parlamentu České republiky uctila zesnulé horníky minutou ticha. 22. prosince se v Česku na památku zesnulých horníků rozezněly sirény. Polský prezident Andrzej Duda vyhlásil 23. prosinec dnem státního smutku.